# Androlyperus maculatus
Androlyperus maculatus är en skalbaggsart som beskrevs av J. L. Leconte 1883. Androlyperus maculatus ingår i släktet Androlyperus och familjen bladbaggar. Inga underarter finns listade i Catalogue of Life.